# Gunnar Krogsbøll
Gunnar Ernst Krogsbøll (født 23. december 1925 i Nyboder, København) er en dansk forfatter og tidligere modstandsmand i Nybodergruppen.
Han udgav i februar 2012 bogen Den illegale militærgruppe Nybodergruppen med sine erindringer om besættelsen og tiden i modstandsbevægelsen. Bogen er udgivet på Frihedsmuseets Venners Forlag som årsskrift for 2011.
Gunnar Krogsbølls far Victor Krogsbøll var medlem af Det Konservative Folkeparti, og han fulgte i farens fodspor ved at melde sig ind i Konservativ Ungdom. Det var for dem begge naturligt ud fra nationale holdninger at gå ind i modstandsbevægelsen. For Gunnar Krogsbølls vedkommende skete det i 1943, da han blev optaget i gruppen 'Lindeallé-aftalen', senere samme år blev denne gruppe, som er kaldet Nybodergruppen, optaget som medlem af modstandsbevægelsen i Rødovre Kompagni, 4. deling. Også Gunnars bror og fætter var medlemmer.
Nybodergruppen opererede over det meste af Storkøbenhavn, og dens arbejde var for det meste at uddele illegale blade eller hænge plakater op, men der var også sabotageaktioner. Blandt andet deltog Gunnar Krogsbøll i sprængningen af tyskernes støjsender på Husumvolden ved Islevbrovej den 17. december 1944.
Efter krigen blev Krogsbøll i 1946 værkfører hos H.P. Mikkelsen efter at have bestået svendeprøven. Gift med Lise og bosat i Herlev.